# أوتر وايلدز
أوتر وايلدز (بالإنجليزية: Outer Wilds) هي لعبة أكشن-مغامرات من تطوير شركة موبيس ديجيتال ونشر شركة أنابورنا إنتراكتيف، صدرت اللعبة في 2019 على أجهزة مايكروسوفت ويندوز، إكس بوكس ون وبلاي ستيشن 4.